# Норт Хорнел (Њујорк)
Норт Хорнел (енгл. North Hornell) град је у америчкој савезној држави Њујорк.

## Демографија
По попису из 2010. године број становника је 778, што је 73 (-8,6%) становника мање него 2000. године.
| Група             | 2000.       | 2010.       |
| Белци             | 819 (96,2%) | 751 (96,5%) |
| Афроамериканци    | 4 (0,5%)    | 0 (0,0%)    |
| Азијати           | 16 (1,9%)   | 5 (0,6%)    |
| Хиспаноамериканци | 9 (1,1%)    | 17 (2,2%)   |
| Укупно            | 851         | 778         |